# 장님개미
장님개미는 개미과에 속하는 한 속으로서 군대개미의 일종이다. 주로 중·동아프리카에 서식하고, 아시아의 열대지역에 분포하기도 한다. 같은 에사이토니네이아과의 신세계 개미들과는 달리 임시로 둥지를 짓기도 하나, 이 둥지들은 며칠만 갈 뿐이다. 장님개미의 각 군체는 2천만 이상의 개체를 포함한다. 장님개미 역시 계급이 있다(군대개미의 계급 참고). 침으로 쏠 수 있으나 매우 드물며 주로 강력한 큰턱으로 공격한다.

## 생활사

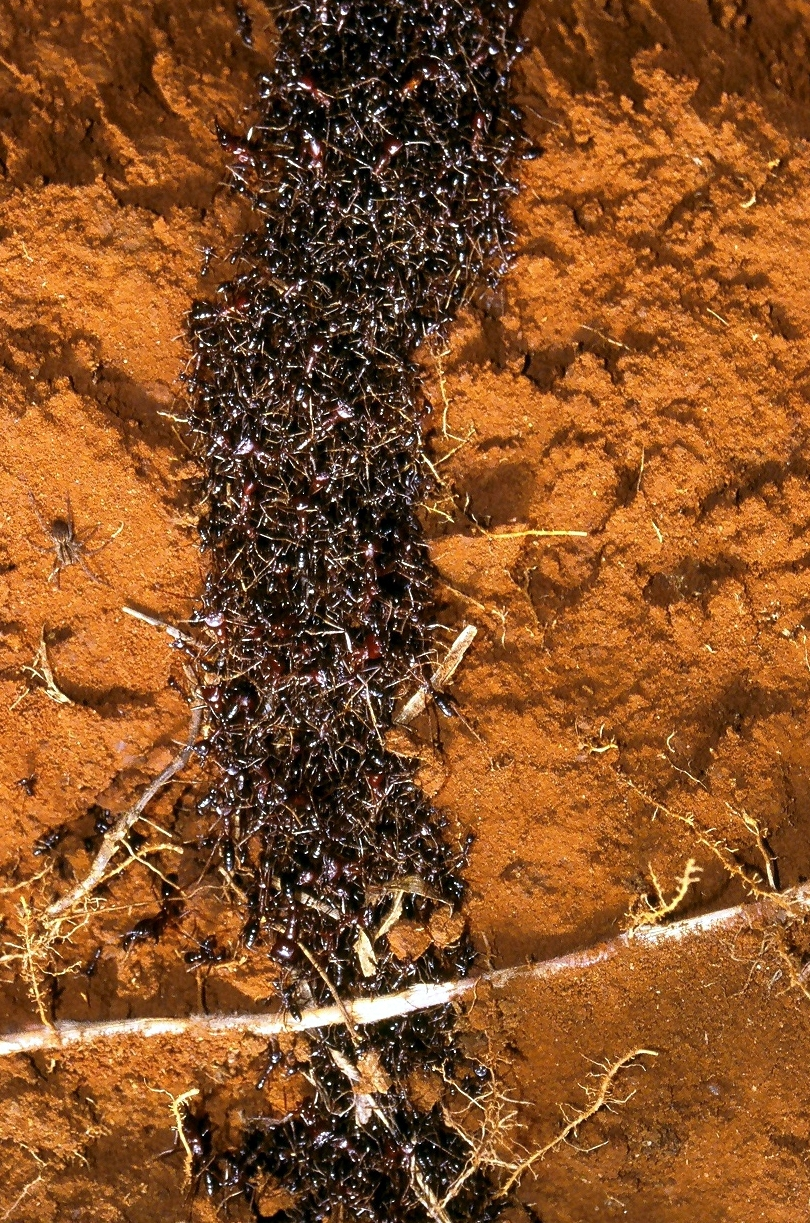
몇몇 장님개미들이 일개미들의 안전한 이동을 보장하기 위하여 굴을 파고 있다.

계절적으로 먹이가 부족한 시기가 되면 그들이 서식하는 언덕을 출발하여 최대 5천만의 개체가 이동하며 인간에게 위협이 된다고 생각되나 쉽게피할 수 있다(1시간에 20m밖에 이동하지 못한다). 장님개미들로 인해 사람이 죽는 경우는 그 사람이 움직일 수 없거나 어떤 밀폐된 공간에 있을 때가 대다수이다. 사람이 장님개미들에게 죽임을 당할 때 거의 질식사로 죽으며, 이들 개미들이 사체를 토막내면서 결국은 군체가 먹게 된다. 그러나 이런 경우를 제외하면 장님개미들은 이로운 편인데, 그 이유는 살충제 역할을 훌륭히 수행하기 때문이다. 때로는 커다란 쥐를 제거하기도 한다. 이 거대한 군체들은 자신들에게 대항하는 모든 것을 격렬하게 공격한다. 장님개미들 중에서도 특히 대형일개미의 공격은 매우 아프며, 대형일개미에 한번 물리면 두개의 깊은 상처가 생긴다. 이들의 턱의 힘이 얼마나 억센지 대형일개미를 제거하려고 당기면 머리만 남고 몸이 뽑혀갈 정도이다. 장님개미들은 주로 움직일 수 없거나 매우 느린 동물을 공격하여 잡아먹으며, 그들의 식사의 주식은 지렁이이다. 장님개미의 종 모두 시력이 없다. 그렇기 때문에 장님개미라는 이름이 붙었다. 그러나 장님개미는 보통의 개미와 마찬가지로 페로몬으로 의사전달을 한다. 수컷 개미는 '소시지파리'로 불리기도 하는데, 이들은 장님개미와는 워낙 다른 생김새 때문에 한때 다른 종으로 취급받기도 하였다. 일개미들이 장님개미의 수컷과 마주치면 날개를 뜯어버리고 죽이거나 혹은 여왕에게 데려간다. 다른 개미와 마찬가지로 장님개미의 수컷 역시 교미가 끝나면 곧 죽는다.

## 같이 보기
- 군대개미